# Mięśnie wyrazowe

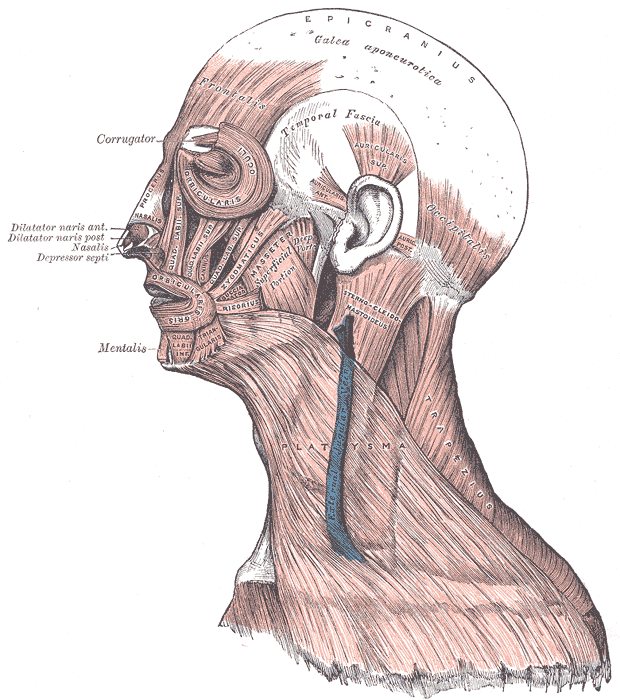
Mięśnie twarzy

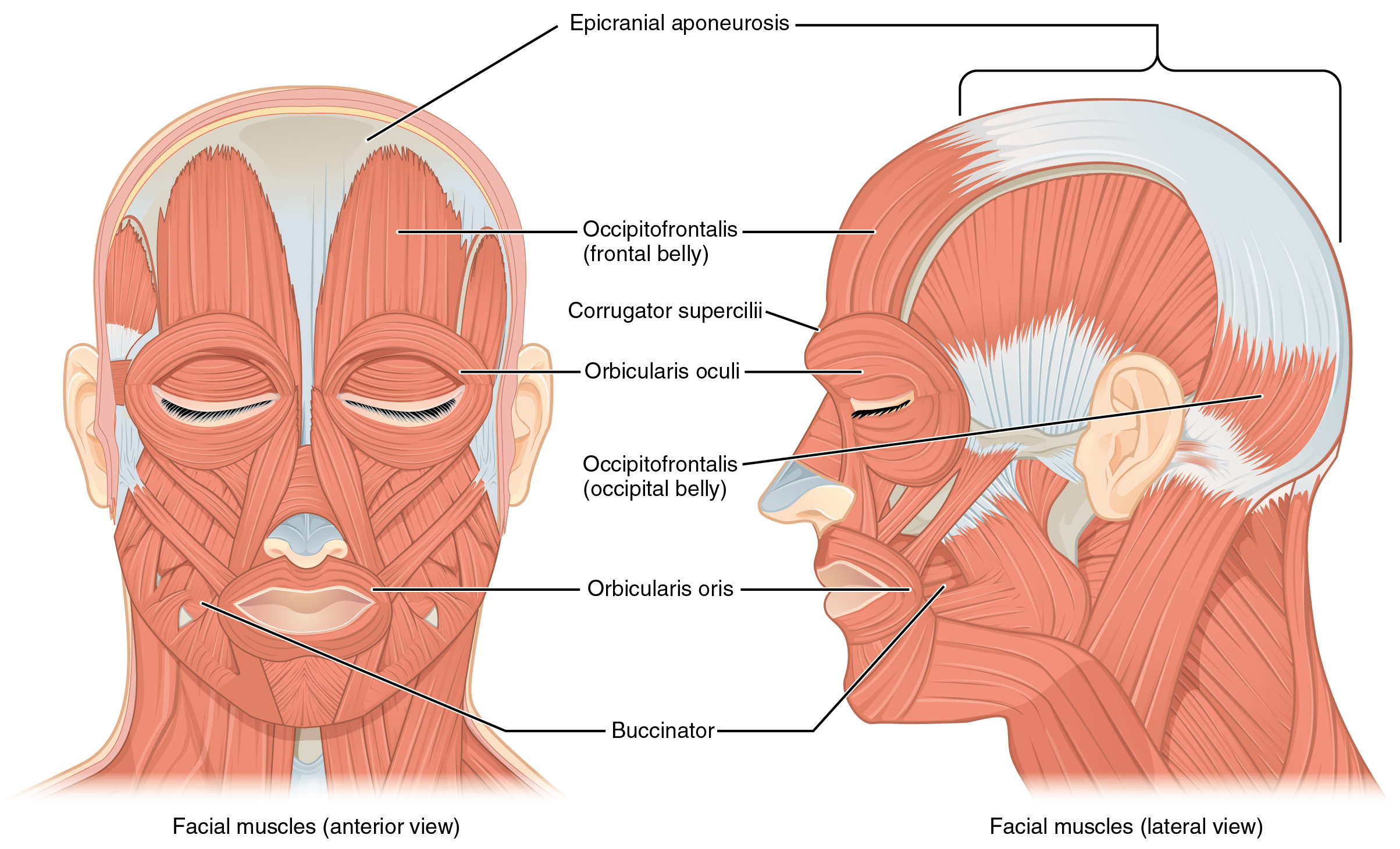
Widok głowy z przodu oraz boku z opisem wybranych mięśni wyrazowych

Mięśnie wyrazowe, mięśnie mimiczne – w anatomii człowieka grupa mięśni głowy. Odpowiadają za mimikę, wyrażanie emocji, mruganie, otwieranie lub przesuwanie szpary ust, ruchy policzków, współuczestniczą w wytwarzaniu dźwięków. Zwykle przyczepiają się do skóry lub błony śluzowej i kurcząc się, poruszają skórę. Niektóre są szczątkowe, np. mięśnie małżowiny usznej, a wszystkie z wyjątkiem mięśnia policzkowego pozbawione są powięzi. Unerwione są przez nerw twarzowy. Wywodzą się z drugiego łuku skrzelowego. 
Mięśnie wyrazowe ze względu na otoczenie są dzielone na:
1. mięśnie sklepienia czaszki
  - mięsień naczaszny (łac. musculus epicranius), w którego skład wchodzą:
    - mięsień potyliczno-czołowy (musculus occipitofrontalis)
    - mięsień skroniowo-ciemieniowy (musculus temporoparietalis)
2. mięśnie otoczenia szpary powiek
  - mięsień okrężny oka (musculus orbicularis oculi)
  - mięsień marszczący brwi (musculus corrugator supercilii)
  - mięsień podłużny (musculus procerus)
3. mięśnie małżowiny usznej
  - mięsień uszny tylny (musculus auricularis posterior)
  - mięsień uszny przedni (musculus auricularis anterior)
  - mięsień uszny górny (musculus auricularis superior)
  - właściwe mięśnie małżowiny usznej – sześć mięśni szczątkowych: mięsień skrawka (musculus tragicus), mięsień przeciwskrawka (musculus antitragicus), mięsień większy obrąbka (musculus helicis major), mięsień mniejszy obrąbka (musculus helicis minor), mięsień poprzeczny małżowiny (musculus transversus auriculae), mięsień skośny małżowiny (musculus obliquus auriculae)
4. mięśnie otoczenia nozdrzy
  - mięsień nosowy (musculus nasalis)
  - mięsień obniżacz przegrody, mięsień obniżacz przegrody nosa (musculus depressor septi, musculus depressor septi nasi)
5. mięśnie otoczenia szpary ust
  - mięsień dźwigacz wargi górnej (musculus levator labii superioris)
  - mięsień dźwigacz wargi górnej i skrzydła nosa (musculus levator labii superioris alaeque nasi, musculus quadratus labii superioris)
  - mięsień dźwigacz kąta ust, mięsień psi (musculus levator anguli oris, musculus caninus)
  - mięsień jarzmowy mniejszy (musculus zygomaticus minor)
  - mięsień jarzmowy większy (musculus zygomaticus major)
  - mięsień śmiechowy (musculus risorius)
  - mięsień policzkowy (musculus buccinator)
  - mięsień bródkowy (musculus mentalis)
  - mięsień obniżacz kąta ust, mięsień trójkątny (musculus depressor anguli oris, musculus triangularis)
  - mięsień obniżacz wargi dolnej (musculus depressor labii inferioris, musculus quadratus labii inferioris)
  - mięsień okrężny ust (musculus orbicularis oris)
  - mięsień szeroki szyi (platysma), zaliczany także do mięśni szyi[1][2][3][4].